# Римски путеви у Црној Гори
Тачка у старом Риму, из које су се гранали на све четири стране, сматрана је средиштем тада познатог свијета. То мјесто, на Форуму, лијево од славолука Септимера Севера, још је уочљиво на преосталој подлози од цигле. Некада, било је каменом означено и позлаћеном бронзом опточено. У зениту римског царства, мрежа путева је покривала око 300.000 km. Највећим дијелом римски путеви били су поплочани, са ивичњацима и каналима за одвод воде. На сваких тридесетак километара налазила се по једна постаја (mansio) штала за замјену коња (mitatio) или крчма, гдје се могло преспавати, а свака је миља била обељежена миљоказом (miliarius). У оквиру римске провинције Далмације, којој је припадао предио данашње Црне Горе, постојао је већи број путева, који су до сада непотпуно истражени.

## Историјски извори
Антички интинерари и карте: 

### Појтингерова табла (Tabula Peuntigeriana)
Потиче из IV – VI вијека нове ере

### Itinerarium Antonini
Потиче из IV вијека нове ере.

## Основна саобраћајница
Као дио главне саобраћајнице, од Нероне (Вид, код Метковића) до Скодре (Скадар) овај пут је пролазио правцем запад – исток. У ствари, састојао се од два основна пута. Један је ишао од Нероне кроз унутрашњост земље, ка Скадру. Други крак иде према Епидауру (Цавтат ), па морском обалом пролази до Улциња, а потом у унутрашњост, до Скадра. 

### Сјеверни крак
Римски је пут овом трасом од Скадра ишао и равницом, поред језера, данас водоплавним теренима у близини Трешњице, западно од данашње Подгорице. Наиме, ниво Скадарског језера се тек касније подигао. Један римски путни миљоказ пронађен је у Вуксан-Лекићима, гдје постоје и други римски остаци. Насеље Бирзиминиум (Birzuminium) које помиње такозвани Равенски картограф, налазило се на подручју данашње Подгорице (ушће Рибнице у Морачу ), у близини Метеона (данас Медун). Посебан огранак овог пута свакако је водио до града Дукље (чији остаци постоје ). Код насеља Тузи пронађена су два миљоказа, а поред ријеке Цијевне дио римског пута. Пут је ишао западно од Толоша, у правцу Момишића (данас насеља у Подгорици) долином Трешњице, према селу Коловозу, спуштајући се у Зетко поље (Даниловград). Сматра се да је пут ишао лијевом страном ријеке Зете, до Никшићког поља. Код мјеста Повије откривена су два миљоказа. Западно од Никшића, на лијевој обали Моштанице пронађени су фрагменти римског миљоказа. Код села Трубјела, дјелимично постоје ивичњаци пута, а миљокази су нађени у селу Пандурица. Даље, од Подбожура, античка траса пута (ширине 3 метра) дијелом је усјечена у стијене. Западно од града Никшића, у Ријечанима, на локалитету Сунтулија, постојало је значајно римско насеље Salthua, који се изједначава са мјестом Sallunto (између Леусинија и Андербе) на Појтингеровој табли. Пут је даље водио према Нерони или дргим краком према Епидауру (Цавтат). Испод Будетине градине, један крак овог пута се одвајао на југ, преко Грахова и Кривошија, према Рисну - Бока которска. (Овај дио римског пута био је значајна комуникација. Водио је од Рисна ка Никшићу, према сјеверу, а код Комина, у близини данашњих Пљеваља, рачвао се у два правца, водећи даље у унутрашњост).

### Обалски крак
На овом путу су забељежена сљедећа мјеста: Resinium (Рисан), Batua (Будва), Vicinium (Улцињ). У приморју је римски живот био интензиван, што потврђују бројни остаци из овог периода.

## Пут према сјеверу
Траса ове римске саобраћајнице се углавном поклапа са савременом: Рисан, Кривошије, Грахово, Никшић, Шавник, Језера, Левер-Тара, Пљевља. На локалитету Преслица, код Левер- Таре, вјероватно се налазило и светилиште бога Митре. Низ античких насеља се налазило у близини данашњих Пљеваља (Муниципиј S, код Комина, као и романска насеља у Радосавцима и Потпећу). Римски миљоказ из Отиловића, данас се чува у пљеваљском музеју. Један је пронађен и у селу Ћићије.

## Остали могући путеви
Нема никаквих података о путу који је могао водити од Будве ка унутрашњости, до Скадарског језера, а преко села Дупила и Ријеке Црнојевића. То се тиче и путева од Барског залива до Скадарског језера. Мада су околина Горажда и Пљеваља у римском периоду играле значајну улогу и међусобна је комуникација морала бити важна, али нема помена о римском путу између њих.